# Голосний середнього ряду середнього підняття
Голосний середнього ряду середнього підняття (англ. Mid central vowel) — один з голосних звуків. Інколи називається середнім голосним.
- У Міжнародному фонетичному алфавіті позначається як [ə].
- У Розширеному фонетичному алфавіті SAM позначається як [@].

## Приклади
- Голландська мова: kopen [ˈkopə] (купувати)
- Французька мова: je [ʒɵ̞] (я)